# Anchotatus camposi
Anchotatus camposi är en insektsart som beskrevs av Bolívar, I. 1897. Anchotatus camposi ingår i släktet Anchotatus och familjen Proscopiidae. Inga underarter finns listade i Catalogue of Life.